# Ramon Destorrents

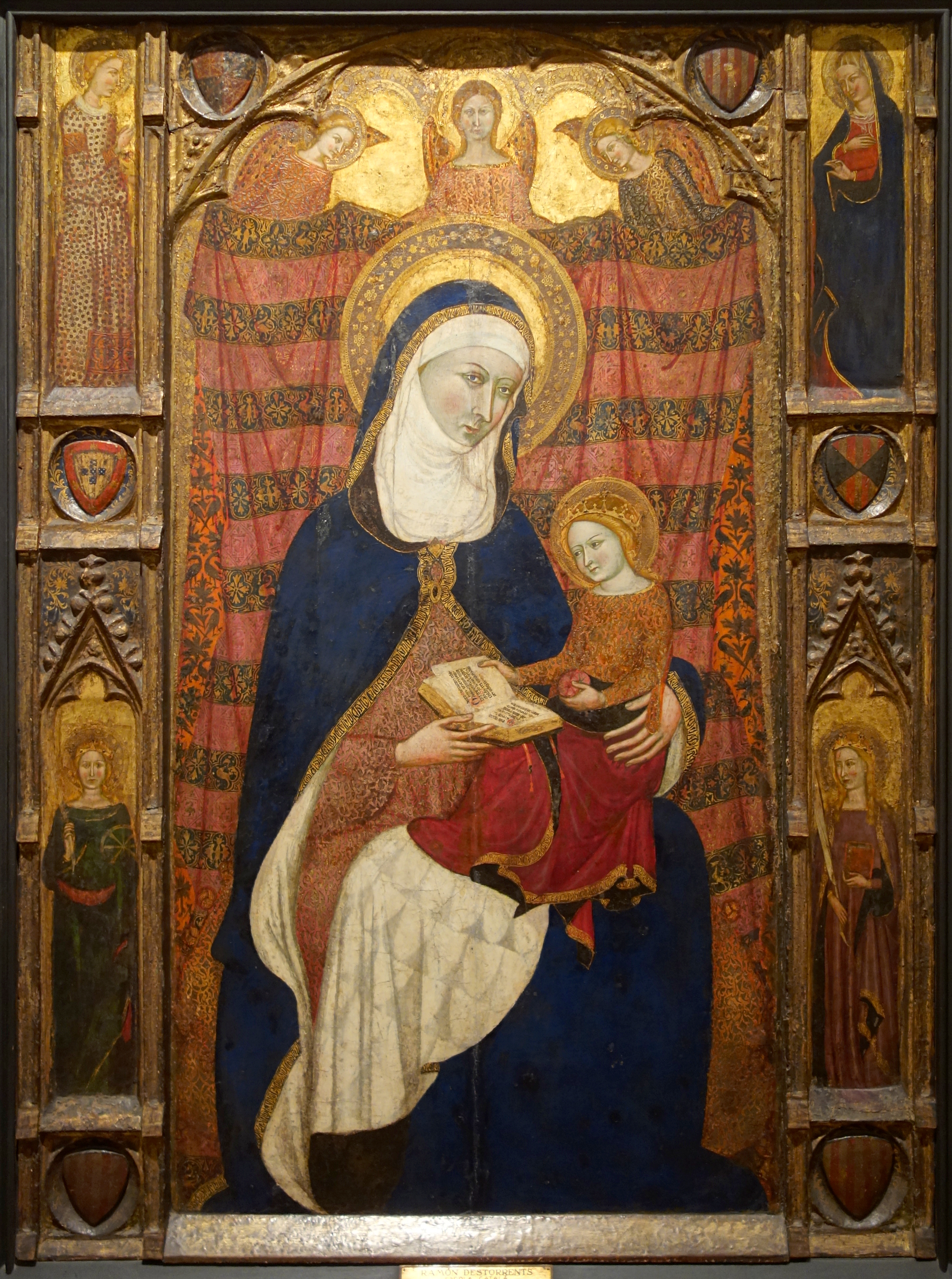
Retabel van de heilige Anna, Museu Nacional de Arte Antiga, Lissabon. Opdracht van Peter IV van Aragón aan Ferrer Bassa, afgewerkt door Ramon Destorrents.

Ramon Destorrents, ook bekend als de Meester van Sint Marcus, de Irravals-meester en de Meester van de gebroeders Serra, was een  kunstschilder en miniaturist actief in Catalonië van 1347 tot 1362. Hij werkte in de omgeving van Arnau Bassa en diens vader Ferrer Bassa in Barcelona.
Hij wordt genoemd in documenten in Barcelona tussen 1351 en 1362. Na het overlijden van Arnau en Ferrer Bassa ten gevolge van de pest in 1348 werd hij hofschilder van koning Peter IV van Aragón.

## Biografie
Hij was de zoon van Gregori Destorrents, eveneens een miniaturist. Het eerste document waarin hij genoemd wordt is uit 1351, een betaling voor een psalter dat hij maakte voor koning Peter IV. In 1353 kreeg hij een voorschot voor zijn werk aan de retabels voor de koninklijke kapel in Valencia werk dat was begonnen door Ferrer Bassa, maar afgewerkt in 1358 door Ramon. Hiervoor vinden we een betaling uit 1358 terug. Uit 1356 zijn er betalingen voor werk in het paleis in Lleida en voor de Aljafería in Saragossa in 1358. In 1362 werkte hij samen met de beeldhouwer Pere Moragues aan een sfeer voor de astroloog Dalmau Ces Planes.
Daarna blijft het 20 jaar stil, maar in 1382 vinden we een Ramon Destorrents als getuige terug in een document en ook zijn testament uit 1391 is bekend, waarin hij zijn bezittingen nalaat aan zijn echtgenote Llorença en waarin drie van zijn kinderen genoemd worden: Jaume, de oudste, Rafaël toen 16 jaar oud, die hem zal opvolgen als miniaturist en een dochter Angelina. Het is echter niet zeker of de Ramon Destorrents gedocumenteerd tussen 1351 en 1362 en die van 1382 en 1391 een en dezelfde persoon zijn, en we weten dus ook niet dat Llorença de vrouw en de genoemde kinderen, die van deze kunstenaar waren. Beide kunstenaars worden ook uitdrukkelijk als verschillende personen opgenoemd in het overzicht van The Frick Collection.
Uit een document van 1357 blijkt dat Ramon Destorrents een leerling had aangenomen, Pere Serra, die vier jaar bij hem zou blijven en die vanaf de jaren 1370 deel uitmaakte van het belangrijkste atelier voor de productie van retabels van Barcelona.

## Stijlkenmerken
In het begin van de 14e eeuw begon de Italiaanse en in het bijzonder de Siënese kunst de Catalaanse schilders sterk te beïnvloeden. Door de aanwezigheid van Italiaanse kunstenaars in Avignon en Catalonië, de banden met Majorca en de reizen van Catalaanse kunstenaars naar Italië, zoals die van Ferrer Bassa tussen 1325 en 1332, werd de invloed van de Italiaanse kunst op de Catalaanse stijl belangrijker. Na de dood van Ferrer en Arnau Bassa in 1348 kwamen een aantal kunstenaars die in hun stijl werkten naar voren. De belangrijkste daarvan waren de Meester van Baltimore en Ramon Destorrents.
Er zijn maar twee gedocumenteerde werken van zijn hand bekend, het Retabel van de heilige Anna, nu bewaard in het Museu Nacional de Arte Antiga, Lissabon en een Calvarie nu bewaard bij de Societat Arqueològica Lul-liana. in Palma de Mallorca, eveneens  een onderdeel van het Sint Anna retabel. Dit werk is geschilderd in een stijl die herinneringen oproept aan het werk van Duccio, Simone Martini en Giotto. Zijn composities zijn vrij monumentaal en zijn personages gedistingeerd. Hij gebruikt zachte pastelkleuren hier en daar verlevendigd met briljante kleurtoetsen. Alle toeschrijving van ander werk is gebaseerd op stilistische vergelijking met dit retabel.

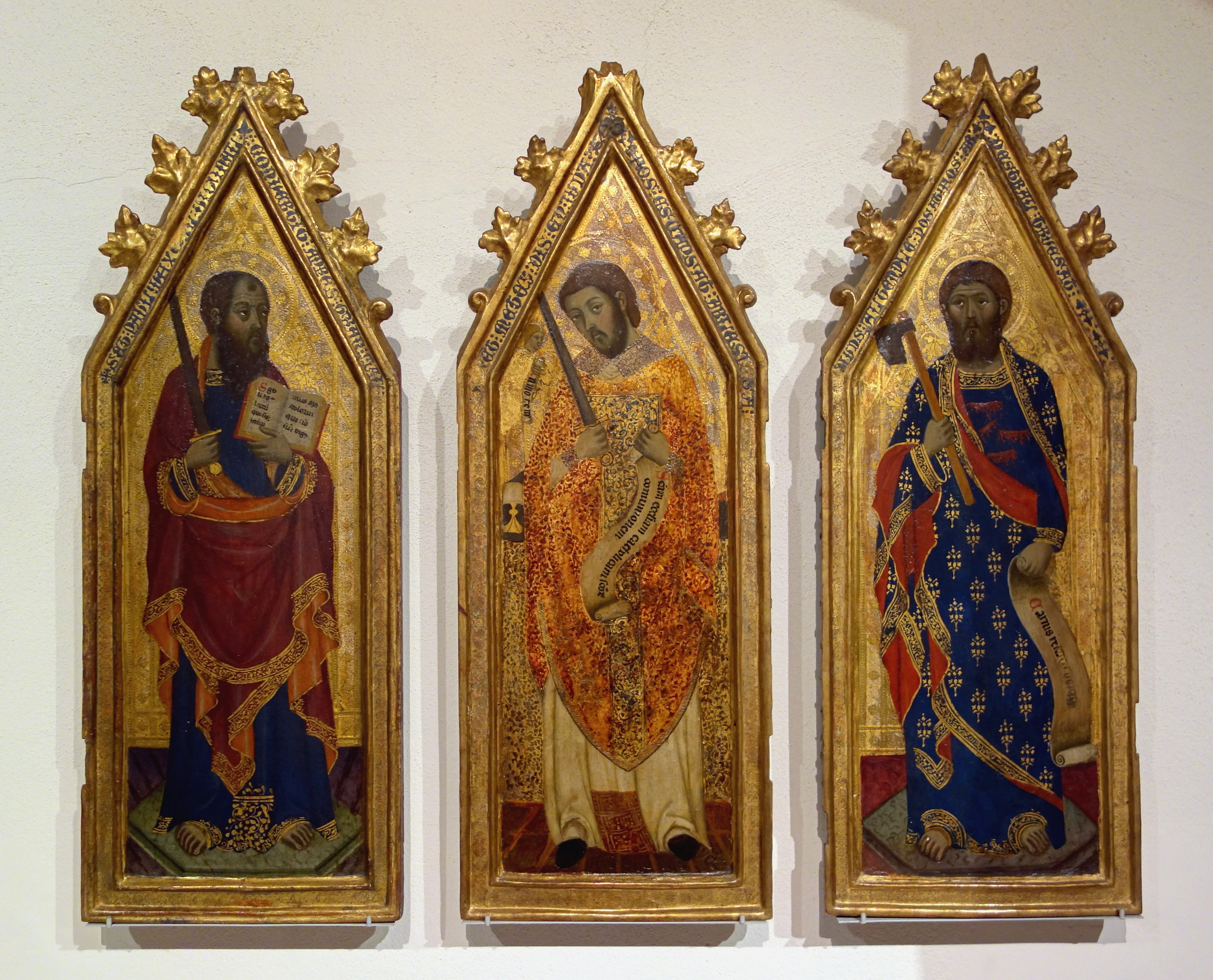
Heiligen, Musée des Beaux-Arts, Rijsel.

## Werken
Hierbij een aantal werken toegeschreven aan Ramon Destorrents:
- Retabel met de heilige Martha, afkomstig van de parochiekerk van Iravals in Alta Cerdanya
- Paneel met twee vrouwelijke heiligen (de H. Martha en de H. Eulalia (of Margaretha) voor de kathedraal van Barcelona, nu in het Archivo de la catedral.
- Het centrale paneel van een retabel met een heilige diaken, waarschijnlijk de H. Vincentius, afkomstig van Sant Celoni bij Barcelona, nu in het Museo Diocesano di Barcelona
- De polyptiek van Barcelona-Rijsel-Krakau met een Madonna met Kind, een groep apostelen en de heilige Paulus. Musée des Beaux-Arts, Rijsel; Muzeum Narodowe, Krakau; Museu Nacional d'Art de Catalunya, Barcelona
- Drie retabels door Hendrik IV van Castilië (Enrique de Trastámara) geschonken aan het Santuario di Nuestra Señora di Tobed, bij Saragossa,
  - Retabel van de Heilige Maagd (privécollectie)
  - Retabel van Johannes de Doper, Museo del Prado, Madrid, Museu Diocesano in Barcelona en Museu de Maricel de Mar in Sitges.
  - Retabel met de heilige Margaretha, Museo del Prado, Madrid
- Een klein retabel met het Pinkstergebeuren, Museu Diocesano, Barcelona,
- Vier delen van een retabel over de Passie, Santo Sepulcro in Saragossa
- Een klein retabel met de Vergine della Misericordia, Museo del Prado, Madrid
- De predella van san Onofre in de kathedraal van Barcelona